# Cremastocheilus retractus
Cremastocheilus retractus är en skalbaggsart som beskrevs av Leconte 1874. Cremastocheilus retractus ingår i släktet Cremastocheilus och familjen Cetoniidae. Inga underarter finns listade i Catalogue of Life.